# Поріг відсаджувальної машини

Показані пороги першого та другого ступеня.

Поріг відсаджувальної машини — елемент конструкції відсаджувальної машини. Конструктивно знаходиться в кінці відсаджувального відділення. Через поріг відсаджувальної машини вивантажується легка фракція (верхній шар) відсаджувальної постілі.
Поріг відсаджувальної машини як правило — жорстка конструкція. Разом з тим, запатентовані технічні рішення рухомого порогу, який по суті є системою прямого автоматичного керування вивантаження легких фракцій з відсаджувальної машини.